# Джон Генрі Вігмор
Джон Генрі Вігмор (англ. John Henry Wigmore; 4 березня 1863 року, Сан-Франциско, Каліфорнія, США — 20 квітня 1943, Чикаго, штат Іллінойс, США) — американський юрист та науковець, автор фундаментальних праць з юриспруденції. Визнаний фахівець у галузях порівняльного правознавства та (англо-американського) доказового права. Багаторічний декан Школи права Північно-Західного університету (Чикаго). Вважається одним з найвидатніших американських правників свого часу.